# Luftburen
Luftburen är en svensk långfilm från 1973 i regi av Bengt Forslund. Den är baserad på romanerna Vattenslottet (1968) och Luftburen (1969) av Per Wästberg. Filmen var barntillåten och hade urpremiär den 29 januari på biograf Spegeln i Stockholm.

## Rollista
- Olof Lundström - Jan Backman (JB), flygledare
- Margaretha Byström - Gertrud, doktorand, hans halvsyster
- Solveig Ternström	- Jenny Jeger, tjänsteman vid naturvårdsverket
- Jonny Quants - Sten Tidström
- Fillie Lyckow - Marianne, hans hustru
- Gunnar Ossiander - Stoll
- Ulla Andersson - hans hustru
- Tommy Johnson - John
- Sigrid Ekström - Jennys mor
- Birgitta Wanatowski - tonåring
- Mats Robbert - tonåring
- Erkki Eggel - arbetskamrat till Jan
- Bo Halldoff - arbetskamrat till Jan
- Suzanne Forslund - fransktalande matgäst på Lidingöbro
- Börje Larsson - fransktalande matgäst på Lidingöbro
- Lars-Olof Löthwall - gäst på festen i Vattenslottet
- Berit Sande - gäst på festen i Vattenslottet
- Madeleine Eggel - gäst på festen i Vattenslottet

### Fotnoter
1. ↑  ”Luftburen”. Svensk Filmdatabas. http://www.sfi.se/sv/svensk-filmdatabas/Item/?itemid=4903&type=MOVIE&iv=Basic&ref=/templates/SwedishFilmSearchResult.aspx?id%3d1225%26epslanguage%3dsv%26searchword%3dluftburen%26type%3dMovieTitle%26match%3dBegin%26page%3d1%26prom%3dFalse. Läst 6 augusti 2012.